# 2014年11月白令海气旋
2014年11月白令海气旋  （也被美国称为后热带气旋鹦鹉  ）是在白令海记录的最强烈的温带气旋（也是一个爆发性气旋）。热带气旋鹦鹉在分离底层循环后形成了新暴风区，它很快吸收了母体并形成了这个气旋。  这个旋风给西阿留申群岛带来暴风并给其他地方带来了更强的阵风，其中阿拉斯加州申雅岛测得97英里每小時（156每小時） 阵风。这个气旋恰巧发生在另外一次历史性袭击稍东部地区的温带气旋的三年后。

## 气象史
紧随JMA在11月6日00:00 UTC将鹦鹉降级为强热带风暴后，JTWC将其降级为热带风暴，并由于变性和深层对流减少而对该系统发出停编警告。  下午，鹦鹉加速移向东北，在日本东部海面转化为温带气旋。 由于异常强大的北太平洋急流和空气密度差异带来的能量，系统在11月7日爆发性增强。 该系统在该日早些时候分为两个中心，但西南部的前中心在一天之内被吸收到东北部的新中心。  

卫星显示，11月8日，白令海气旋接近其巅峰强度

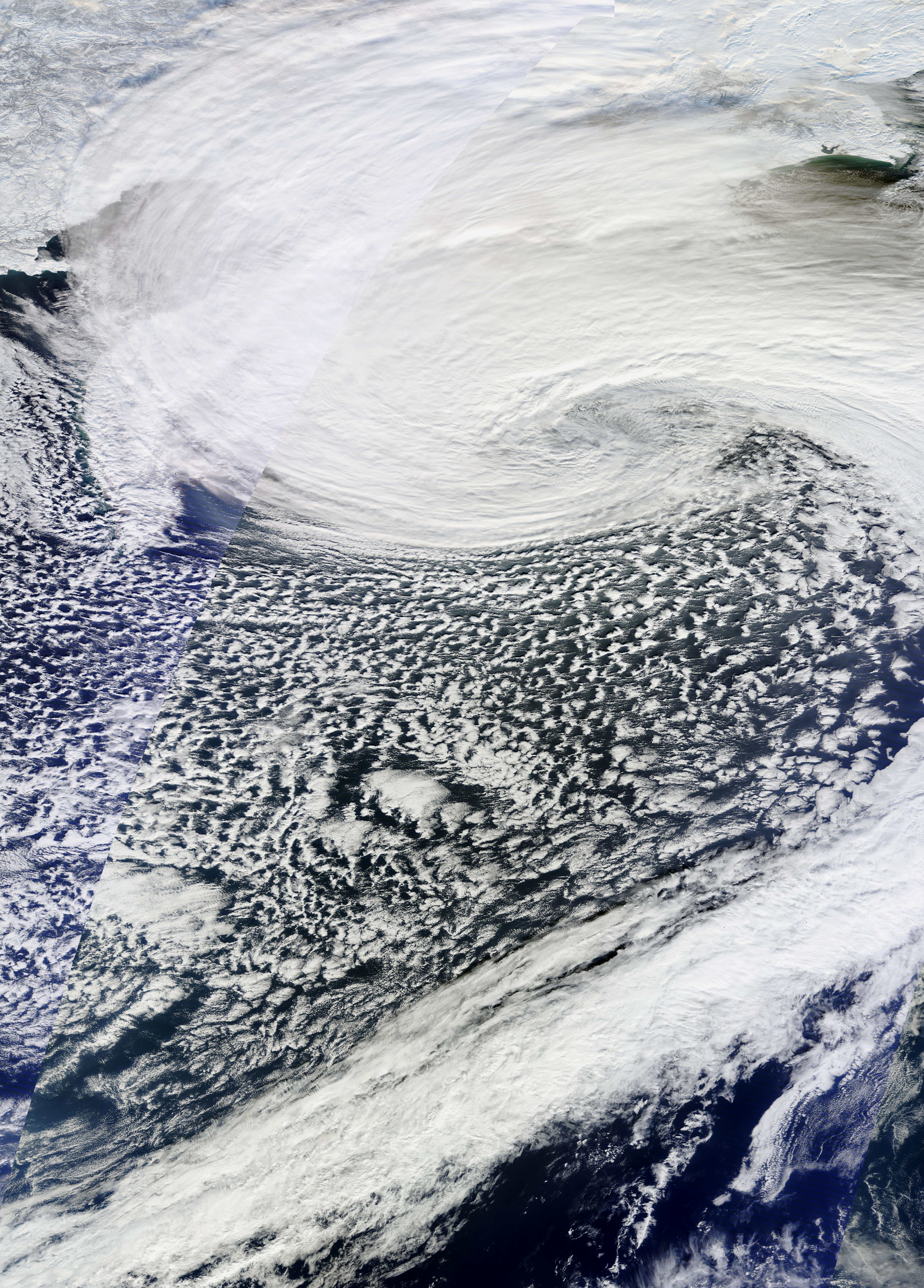
气旋接近巅峰强度

在达到台风强度风速70節（130每小時；80英里每小時）之后，新风暴的中心气压在11月8日初降至920hPa / 27.17inHg，成为有记录以来北太平洋最强大的温带气旋。 美国国家海洋和大气管理局则估计中心气压为924hPa，仍然是白令海最强的气旋。  11月9日，气旋跨越国际日期变更线 ，此时它开始减弱。然而，强大的气旋急流转移到了阿拉斯加北部，导致大量的北极冷空气侵入了美国和落基山脉的东部，造成美国自2013-2014北美寒潮以来最严重的寒潮。 第二天早些时候，气旋进一步减弱，转变为一个低压系统并向北移动。 在11月11日第二次越过国际日期变更线并进一步减弱。 随后继续减弱为逆时针循环并在11月12日晚些时候第三次跨越国际日期变更线。  最终于11月13日在阿留申群岛附近消散。

## 影响

### 北美

2014年11月17日，由白令海气旋引发的寒潮图

申雅岛上记录到110 km/h（70 mph）持续的大风156 km/h（97 mph） 但岛上的美国空军基地只是轻微受损。
旋风的北移改变了急流 ，这使得极地涡旋的一部从北极地区南移到加拿大和美国东部 ，低温天气和暴风雪影响了大约二千万人。 美国的某些地方的温度甚至比正常值低45°F（25°C）。11月10日， 明尼苏达州圣云记录到当地11月最大的降雪量13.2英寸（34） 。11月11日， 降雪量最大的是密歇根州的伊什珀明24.5英寸（62） 11月13日， 怀俄明州卡斯珀创11月份最低气温纪录−27 °F（−33 °C） ，而科罗拉多州丹佛录得−14 °F（−26 °C），是11月份的第二低温。